# 154 Bertha
154 Bertha (in italiano 154 Berta) è un asteroide discretamente massiccio, di colore scuro, che orbita nella parte esterna della fascia principale del sistema solare.

## Storia
Bertha fu scoperto il 4 novembre 1875 da Prosper Mathieu Henry, in collaborazione con il fratello Paul-Pierre Henry, dall'Osservatorio di Parigi. Ben quattordici asteroidi furono complessivamente individuati in cooperazione dai due fratelli; la loro intesa fu tale che rispettarono una stretta imparzialità nell'annunciare alternativamente la paternità di ogni asteroide da loro individuato.
L'annuncio iniziale della scoperta fu dato il 6 novembre 1875; probabilmente, Bertha fu battezzato così in onore di Berthe Martin-Flammarion, sorella dell'astronomo Camille Flammarion.